# زبیگنیف خمیلیفسکی
زبیگنیف خمیلیفسکی (لهستانی: Zbigniew Chmielewski؛ ‏ ۱ دسامبر ۱۹۲۶–۲۵ فوریه ۲۰۰۹) کارگردان فیلم و فیلم‌نامه‌نویس اهل لهستان بود. وی دانش‌آموختهٔ مدرسه ملی فیلم ووچ بود.
از فیلم‌ها یا مجموعه‌های تلویزیونی که وی در آن‌ها نقش داشته‌است، می‌توان به عملیات هیملر و به‌دور از جاده اشاره نمود.